# HR 8832
HR 8832 is een oranje dwerg met een spectraalklasse van K3.V. De ster bevindt zich 21,34 lichtjaar van de zon en heeft zes bevestigde exoplaneten.